# 2000 a sportban
2000 legfontosabb sporteseményei a következők voltak:
- május – A 98. labdarúgó magyar bajnokság élén a Dunaferr SE végzett, alapítása óta először.
- május 3. – A Népstadionban rendezett kupadöntőn az MTK-Hungária 3–1-re győz a Vasas ellen.
- május 13–21. – Finnországban rendezték meg a 33. amatőr ökölvívó-Európa-bajnokságot, ahol Erdei Zsolt aranyérmet szerzett.
- július 2. – A belga–holland közös rendezésű labdarúgó-EB döntőjében Franciaország 2–1-re legyőzi Olaszországot.
- szeptember 1–13. – az 1. sakkvilágkupa, Senjang, (Kína)
- október 1. – A Sydneyben rendezett olimpiai játékokon Magyarország 8 arany-, 6 ezüst- és 3 bronzérmet szerzett.
- október 8. – november 4. – Sakkvilágbajnoki mérkőzés Londonban Garri Kaszparov és Vlagyimir Kramnyik között, amelyen Kramnyik elhódította a világbajnoki címet.
- október 22. – A Japán Nagydíjon elért győzelmével Michael Schumacher megszerzi harmadik Formula–1-es világbajnoki címét. A Ferrari 1979 óta nem nyert a száguldó cirkusz világában.
- október 28. – november 12. – A 34. nyílt és 19. női sakkolimpia Isztambulban.
- november 27. – december 16. – Női sakkvilágbajnokság Új-Delhiben, amelyen Hszie Csün megvédi világbajnoki címét.
- november 27. – december 24. – Sakkvilágbajnokság Új-Delhiben és Teheránban, amelyen Visuvanádan Ánand megszerzi a FIDE-világbajnok címet.
- december 8–17. – 4. női kézilabda-Európa-bajnokság Romániában.
- december 14–17. – A spanyolországi Valenciában rendezik a rövid pályás úszó-Európa-bajnokságot.

## Jégkorong
| Kiírás                                | Bajnok                    | Ezüstérmes (vesztes)        | Bronzérmes         |
| ------------------------------------- | ------------------------- | --------------------------- | ------------------ |
| Férfi világbajnokság                  | Csehország                | Szlovákia                   | Finnország         |
| Női világbajnokság                    | Kanada                    | Amerikai Egyesült Államok   | Finnország         |
| U20-as világbajnokság                 | Csehország                | Oroszország                 | Kanada             |
| U18-as világbajnokság                 | Finnország                | Oroszország                 | Svédország         |
| / American Hockey League              | Hartford Wolf Pack        | Rochester Americans         |                    |
| / International Hockey League         | Chicago Wolves            | Grand Rapids Griffins       |                    |
| / National Hockey League              | New Jersey Devils         | Dallas Stars                |                    |
| Fehérorosz bajnokság                  | Tivali Minszk             | HK Junoszt Minszk           | HK Neman Grodno    |
| Finn bajnokság                        | HC TPS                    | Jokerit                     | HPK                |
| Francia bajnokság                     | Hockey Club de Reims      | Hockey Club de Caen         |                    |
| / Memorial-kupa                       | Rimouski Océanic          | Barrie Colts                |                    |
| / Ontario Hockey League               | Barrie Colts              | Plymouth Whalers            |                    |
| / Western Hockey League               | Kootenay Ice              | Spokane Chiefs              |                    |
| Alberta Junior Hockey League          | Fort McMurray Oil Barons  | Camrose Kodiaks             |                    |
| Allan-kupa                            | Powell River Regals       | Lloydminster Border Kings   |                    |
| British Columbia Hockey League        | Chilliwack Chiefs         | Vernon Vipers               |                    |
| Dudley-Hewitt-kupa                    | Rayside-Balfour Sabrecats | Brampton Capitals           |                    |
| Fred Page-kupa                        | Cornwall Colts            | Halifax Oland Exports       |                    |
| Northern Ontario Junior Hockey League | Rayside-Balfour Sabrecats | Sturgeon Falls Lynx         |                    |
| Maritime Junior Hockey League         | Halifax Oland Exports     | Summerside Western Capitals |                    |
| Québec Junior Hockey League           | Coaticook Frontaliers     |                             |                    |
| Québec Major Junior Hockey League     | Rimouski Océanic          | Hull Olympiques             |                    |
| Ontario Junior Hockey League          | Brampton Capitals         | Lindsay Muskies             |                    |
| Royal Bank-kupa                       | Fort McMurray Oil Barons  | Rayside-Balfour Sabrecats   |                    |
| Saskatchewan Junior Hockey League     | Battlefords North Stars   | Weyburn Red Wings           |                    |
| Telus-kupa                            | Cantonniers de Magog      | CF de Montréal-Bourassa     | Saskatoon Contacts |
| Magyar bajnokság                      | Dunaferr SE               | Ferencvárosi TC             | Alba Volán-FeVita  |
| Magyar női bajnokság                  | Marilyn HC                | Amazonok                    |                    |
| Orosz bajnokság                       | HK Dinamo Moszkva         | Ak Barsz Kazany             |                    |
| Osztrák bajnokság                     | EC Klagenfurt             | EC VSV                      |                    |
| Osztrák bajnokság (másodosztály)      | Graz 99ers                | EK Zell am See              |                    |
| Osztrák bajnokság (harmadosztály)     | EHC Fischerbräu           | HC Innsbruck                |                    |
| Osztrák női bajnokság                 | Gipsy Girls Villach       | Vienna Flyers               |                    |
| Román bajnokság                       | Csíkszeredai Sport Club   |                             |                    |
| Spengler-kupa                         | HC Davos                  | Kanada                      |                    |
| Svájci bajnokság                      | ZSC Lions                 | HC Lugano                   |                    |
| Svájci bajnokság (másodosztály)       | EHC Chur                  | HC La Chaux-de-Fonds        |                    |
| Svéd bajnokság                        | Djurgårdens IF            | Modo Hockey                 |                    |
| Szlovák bajnokság                     | HC Slovan Bratislava      | HKM Zvolen                  |                    |

## Születések

### Január
- január 2. – Davyd Barandun, svájci korosztályos válogatott jégkorongozó
- január 4. – Filip Stojilković, svájci korosztályos válogatott labdarúgó
- január 6.
  - Jann-Fiete Arp, német labdarúgó
  - Mohamed Camara, mali válogatott labdarúgó
  - Kaheem Parris, jamaikai válogatott labdarúgó
  - Alekszandr Sztaniszlavovics Romanov, orosz jégkorongozó
  - Jesper Daland, norvég korosztályos válogatott labdarúgó
- január 7.
  - Noah Dobson, kanadai jégkorongozó
  - Antoine Semenyo, ghánai válogatotott labdarúgó
  - Sharani Zuberu, ghánai labdarúgó
- január 8. – Cheick Doucouré, mali válogatott labdarúgó
- január 10.
  - Szerető Krisztofer, magyar labdarúgó
  - Albin Mörfelt, svéd korosztályos válogatott labdarúgó
- január 11.
  - Kalmár Ákos, junior Európa-bajnok magyar úszó
  - Sebastian Jarl, norvég labdarúgó
- január 12.
  - Declan Chisholm, kanadai jégkorongozó
  - David Maier, osztrák válogatott jégkorongozó
- január 13. – Juan Castillo, holland labdarúgó
- január 14. – Bartol Franjić, horvát labdarúgó
- január 15. – Paul Bellon, francia labdarúgó
- január 16. – Brenner, U17-es dél-amerikai bajnok brazil korosztályos válogatott labdarúgó
- január 18. – Felix Mambimbi, svájci korosztályos válogatott labdarúgó
- január 20.
  - Ayomide Akinola, amerikai-kanadai válogatott labdarúgó
  - Elias Kristoffersen Hagen, norvég labdarúgó
- január 21.
  - Thierno Barry, guineai válogatott labdarúgó
  - K’Andre Miller, amerikai jégkorongozó
- január 24. – Pavle Vagić, svéd korosztályos válogatott labdarúgó
- január 25.
  - Remco Evenepoel, belga profi kerékpárversenyző
  - Ivan Melendez, amerikai baseballjátékos
- január 26.
  - Caolan Boyd-Munce, északír labdarúgó
  - Ryan Giles, angol labdarúgó
- január 27.
  - Sebastian Sebulonsen, norvég korosztályos válogatott labdarúgó
  - Romano Schmid, osztrák válogatott labdarúgó
  - Aurélien Tchouaméni, kameruni származású világbajnoki ezüstérmes, UEFA Nemzetek Ligája-, UEFA-bajnokok ligája-, UEFA-szuperkupa- és FIFA-klubvilágbajnokság-győztes francia válogatott labdarúgó
- január 28. – Aaron Connolly, ír válogatott labdarúgó
- január 30. – Michael Knapp, amerikai labdarúgó
- január 31. – Nishan Burkart, svájci korosztályos válogatott labdarúgó

### Február
- február 1. – Oscar Pettersson, svéd labdarúgó
- február 2.
  - Theo De Percin, francia labdarúgó
  - Halldor Stenevik, norvég korosztályos válogatott labdarúgó
- február 3.
  - Enzo Le Fée, francia labdarúgó, olimpikon
  - Josefina Villanueva, uruguayi női válogatott labdarúgó
- február 4.
  - Liam Foudy, kanadai jégkorongozó
  - Vincent Thill, luxemburgi válogatott labdarúgó
- február 5. – Tomáš Ostrák, cseh korosztályos válogatott labdarúgó
- február 6. – Nico Mantl, német labdarúgó
- február 7.
  - Nils Åman, svéd jégkorongozó
  - Pap Bianka, paralimpiai ezüst- és bronzérmes, világ- és Európa-bajnok magyar úszó
  - Oumar Solet, francia labdarúgó
- február 8.
  - Igoh Ogbu, nigériai korosztályos válogatott labdarúgó
  - Chris Durkin, amerikai korosztályos válogatott labdarúgó
- február 9. – Yannick Marchand, svájci korosztályos válogatott labdarúgó
- február 10. – Nicole Anyomi, német labdarúgó
- február 11. – Tim Berni, svájci jégkorongozó
- február 14. – Håkon Evjen, norvég válogatott labdarúgó
- február 15.
  - Jakub Kiwior, lengyel válogatott labdarúgó
  - Michał Skóraś, lengyel válogatott labdarúgó
- február 16.
  - Nicky Beloko, kameruni születésű svájci korosztályos válogatott labdarúgó
  - Amine Gouiri, francia labdarúgó
  - Lois Openda, belga válogatott labdarúgó
- február 18. – Zakaríá Ábúhlál, marokkói válogatott labdarúgó
- február 20.
  - Milák Kristóf, olimpiai, világ- és Európa-bajnok magyar úszó
  - Joshua Sargent, amerikai válogatott labdarúgó
- február 21. – Benjamin Mbunga Kimpioka, svéd korosztályos válogatott labdarúgó
- február 25. – Joel Farabee, U18-as világbajnok amerikai jégkorongozó
- február 26.
  - Maggie Mac Neil, olimpiai ezüstérmes és világbajnok kanadai úszó
  - Sigurd Kvile, norvég labdarúgó
- február 27.
  - Gabriel Arias, venezuelai baseballjátékos
  - Erik Tobias Sandberg, norvég korosztályos válogatott labdarúgó
- február 28.
  - Labinot Kabashi, koszovói–finn származású koszovói válogatott labdarúgó
  - Sory Diarra, mali labdarúgó
- február 29.
  - Hugo Vetlesen, norvég labdarúgó
  - Jesper Lindstrøm, dán válogatott labdarúgó

### Március
- március 2. – Illan Meslier, francia labdarúgó
- március 4. – Kevin Rodríguez, ecuadori válogatott labdarúgó
- március 5.
  - Christian Makoun, venezuelai válogatott labdarúgó
  - Edvin Kurtulus, svéd válogatott labdarúgó
- március 7. – Rasmus Sandin, U20-as világbajnoki bronzérmes svéd jégkorongozó
- március 9. – Federico Navarro, argentin labdarúgó
- március 11. – Jordan Attah Kadiri, nigériai labdarúgó
- március 12. – Marcus Westfält, svéd jégkorongozó
- március 13. – Jakob Dunsby, norvég korosztályos válogatott labdarúgó
- március 14.
  - Samuel Fagemo, svéd jégkorongozó
  - Nathan Ngoumou, francia labdarúgó
  - Rebecca Smith, junior világbajnok, olimpiai ezüstérmes és világbajnoki bronzérmes kanadai úszó
  - Ignacio Aliseda, argentin labdarúgó
- március 15. – Rasmus Kupari, U18-as és U20-as világbajnok finn jégkorongozó
- március 17. – Valtteri Kakkonen, finn jégkorongozó
- március 20.
  - Colton Cowser, amerikai baseballjátékos
  - Connor Malley, angol labdarúgó
- március 21. – Alexis Gravel, kanadai jégkorongozó
- március 23. – Bamba Dieng, szenegáli válogatott labdarúgó
- március 24.
  - Ty Smith, kanadai jégkorongozó
  - Gastón Álvarez, uruguayi korosztályos válogatott labdarúgó
- március 25.
  - Ivor Pandur, horvát labdarúgó
  - Camden Pulkinen, amerikai műkorcsolyázó
- március 26.
  - Andrej Igorevics Szvecsnyikov, orosz jégkorongozó
  - Salis Abdul Samed, ghánai válogatott labdarúgó
- március 27. – Miguel Baeza, spanyol korosztályos válogatott labdarúgó
- március 28.
  - Chris Richards, UEFA-szuperkupa győztes amerikai labdarúgó
  - Alexandru Țîrlea, spanyol születésű román labdarúgó
- március 30. – Colton Herta, amerikai autóversenyző, Indycar-pilóta

### Április
- április 1. – Rhian Brewster, U17-es világbajnok, U17-es Európa-bajnoki ezüstérmes, UEFA-bajnokok ligája- és UEFA-szuperkupa-győztes angol labdarúgó
- április 2. – Rodrigo Riquelme, spanyol korosztályos válogatott labdarúgó
- április 3. – Mathias Emilio Pettersen, norvég jégkorongozó
- április 5. – Loup Hervieu, francia labdarúgó
- április 6.
  - Alidu Seidu, ghánai válogatott labdarúgó
  - Kovács Zsófia, Európa-bajnok magyar tornász, olimpikon
  - Léo Chú, brazil labdarúgó
- április 10. – Japhet Sery Larsen, dán korosztályos válogatott labdarúgó
- április 11.
  - Arnau Comas, spanyol labdarúgó
  - Loïc Badé, francia korosztályos válogatott labdarúgó
- április 13.
  - Rasmus Dahlin, U20-as ezüstérmes svéd válogatott jégkorongozó
  - Facundo Torres, uruguayi válogatott labdarúgó
  - Michael Baldisimo, kanadai korosztályos válogatott labdarúgó
- április 14. – Jeremy Rafanello, amerikai labdarúgó
- április 16. – Garissone Innocent, francia labdarúgó
- április 19. – Azádín Únáhí, marokkói válogatott labdarúgó
- április 21.
  - Keanin Ayer, dél-afrikai labdarúgó
  - Jack Leiter, amerikai baseballjátékos
  - Sean Zawadzki, amerikai korosztályos válogatott labdarúgó
- április 22.
  - Benjamin Baumgartner, osztrák válogatott jégkorongozó
  - Colin Rösler, német születésű norvég korosztályos válogatott labdarúgó
  - Sayfallah Ltaief, tunéziai válogatott labdarúgó
- április 24. – Hadj Mahmoud, tunéziai labdarúgó
- április 25.
  - Dejan Kulusevski, macedón származású svéd válogatott labdarúgó
  - Kun Zita, magyar atléta († 2013)
  - Oihan Sancet, spanyol korosztályos válogatott labdarúgó
  - Juan Cruz, spanyol korosztályos válogatott labdarúgó

### Május
- május 1. – Csonka András, magyar labdarúgó, középpályás
- május 2.
  - Lucas Halter, brazil labdarúgó
  - Lena Lattwein, német válogatott női labdarúgó
- május 3.
  - Mohamed Simakan, francia korosztályos válogatott labdarúgó
  - Afonso Sousa, portugál korosztályos válogatott labdarúgó
- május 4.
  - Abdallahi Mahmoud, mauritániai válogatott labdarúgó
  - Niklas Nordgren, finn jégkorongozó
- május 7. – Ibrahim Sadiq, ghánai korosztályos válogatott labdarúgó
- május 8. – Sandro Tonali, olasz válogatott labdarúgó
- május 11. – Tobias Christensen, norvég korosztályos válogatott labdarúgó
- május 12.
  - Sofyan Chader, francia labdarúgó
  - Akira Schmid, svájci jégkorongozó
  - Andrea Stašková, cseh válogatott női labdarúgó, csatár
- május 14. – José Gragera, spanyol korosztályos válogatott labdarúgó
- május 15. – Dajana Olekszandrivna Jasztremszka, ukrán hivatásos teniszezőnő
- május 16. – Rodri, spanyol korosztályos válogatott labdarúgó
- május 17.Kouadio Kone, francia labdarúgó
- május 18. – Eric Engstrand, svéd jégkorongozó
- május 19. – Jordan Beyer, német labdarúgó
- május 20. – Kieran Smith, junior világbajnoki ezüstérmes és olimpiai bronzérmes amerikai úszó
- május 21. – Wojciech Łaski, lengyel labdarúgó
- május 22. – Julián Carranza, argentin korosztályos válogatott labdarúgó
- május 23. – Nino Žugelj, szlovén korosztályos válogatott labdarúgó
- május 24.
  - Jon McCracken, skót korosztályos válogatott labdarúgó
  - Noah Okafor, svájci válogatott labdarúgó
- május 25.
  - Luca Mack, német labdarúgó
  - Simonó Rió, japán autóversenyzőnő
  - Arthur Theate, belga válogatott labdarúgó
- május 27.
  - Chinonso Offor, nigériai labdarúgó
  - Abner Vinícius, brazil korosztályos válogatott labdarúgó
- május 28.
  - Phil Foden, U17-es világbajnok és U17-es Európa-bajnoki ezüstérmes angol labdarúgó
  - Taylor Ruck, junior világbajnok, olimpiai ezüstérmes és világbajnok kanadai úszó

### Június
- június 1.
  - Juan Cáceres, paraguayi válogatott labdarúgó
  - Casper Tengstedt, dán korosztályos válogatott labdarúgó
- június 3. – Daryl Dike, amerikai válogatott labdarúgó
- június 5. – Pierre Kalulu, francia labdarúgó, olimpikon
- június 8.
  - Dobos Áron, magyar labdarúgó
  - Magnus Warming, dán korosztályos válogatott labdarúgó
- június 9.
  - Barrett Hayton, kanadai jégkorongozó
  - Conrad Wallem, norvég korosztályos válogatott labdarúgó
- június 10. – Paul Huber, osztrák válogatott jégkorongozó
- június 11. – Emil Breivik, norvég korosztályos válogatott labdarúgó
- június 13.
  - Will Bednar, amerikai baseballjátékos
  - Penny Oleksiak, junior világbajnok, olimpiai bajnok és világbajnok kanadai úszó
  - Oliver Wahlstrom, U18-as világbajnok amerikai jégkorongozó
- június 14.
  - Christoph Klarer, osztrák labdarúgó
  - Godson Kyeremeh, francia labdarúgó
  - Bobby Witt Jr., amerikai baseballjátékos
- június 16. – Luca Petrasso, kanadai korosztályos válogatott labdarúgó
- június 20.
  - Mitchel Bakker, Európa-liga-győztes holland labdarúgó
  - Csoboth Kevin, magyar labdarúgó
  - Bongokuhle Hlongwane, dél-afrikai válogatott labdarúgó
- június 21. – Kamil Piątkowski, lengyel válogatott labdarúgó
- június 23. – Andrea Rinaldi, olasz labdarúgó († 2020)
- június 24.
  - Antoine Baroan, francia labdarúgó
  - Nehuén Pérez, argentin labdarúgó
- Caolan Boyd-Munce, északír labdarúgó
- június 27.
  - Michael Houlie ifjúsági olimpiai és Afrika Játékok bajnok, Afrika-bajnoki és Universiade ezüstérmes, Nemzetközösségi Játékok bronzérmes dél-afrikai úszó
  - Kevin Bahl, kanadai jégkorongozó
- június 28. – Melvine Malard, U19-es Európa-bajnok és UEFA Női Bajnokok Ligája-győztes francia válogatott női labdarúgó
- június 29. – Santeri Airola finn jégkorongozó

### Július
- július 1. – Faris Pemi Moumbagna, kameruni labdarúgó
- július 4. – Joe Gauci, ausztrál válogatott labdarúgó
- július 5. – Jairo Torres, mexikói válogatott labdarúgó
- július 6.
  - Jesperi Kotkaniemi, U18-as világbajnok finn jégkorongozó
  - James Sands, amerikai válogatott labdarúgó
- július 9. – Kliment Andrejevics Kolesznyikov, ifjúsági olimpiai és Európa-bajnok orosz úszó
- július 10. – Emmanuel Toku, ghánai labdarúgó
- július 11.
  - Conrad Orzel, kanadai műkorcsolyázó
  - Mads Hermansen, dán korosztályos válogatott labdarúgó
- július 13. – Marc Guéhi, elefántcsontparti születésű U17-es világbajnok angol labdarúgó
- július 14. – Daniel Pereira, venezuelai labdarúgó
- július 16. – Taofeek Ismaheel, nigériai labdarúgó
- július 18. – Linus Öberg, svéd jégkorongozó
- július 19. – David Čolina, horvát korosztályos válogatott labdarúgó
- július 20.
  - Albin Eriksson, svéd jégkorongozó
  - Andreas Müller, német labdarúgó
  - Illja Szalavjov, fehérorosz válogatott jégkorongozó
- július 21.
  - Ty Dellandrea, kanadai jégkorongozó
  - Erling Haaland, angol születésű norvég labdarúgó
- július 23. – Antonio Blanco, spanyol válogatott labdarúgó
- július 24. – Yira Sor, nigériai korosztályos válogatott labdarúgó
- július 25.
  - Nicholas Gioacchini, amerikai válogatott labdarúgó
  - Ousmane Diakité, mali labdarúgó
- július 26. – Cheick Condé, guineai válogatott labdarúgó
- július 27. – Jett Woo, kanadai jégkorongozó
- július 28.
  - Kévin Monzialo, francia labdarúgó
  - Emile Smith Rowe, angol válogatott labdarúgó
- július 29. – Marcus Armstrong, új-zélandi autóversenyző

### Augusztus
- augusztus 1.
  - Torvund Alexander, norvég-magyar kettős állampolgárságú labdarúgó
  - Dylan DeLucia, amerikai baseballjátékos
- augusztus 2. – John Ludvig, kanadai jégkorongozó
- augusztus 4. – Jackson Porozo, ecuadori válogatott labdarúgó
- augusztus 5. – Jonas Auer, osztrák labdarúgó
- augusztus 7.
  - Dylan Vork, holland műugró
  - Adam Wilsby, svéd jégkorongozó
  - Jonatan Braut Brunes, norvég labdarúgó
- augusztus 9.
  - Aidan Hutchinson, amerikai amerikaifutball-játékos
  - Djed Spence, angol labdarúgó
- augusztus 10. – Jüri Vips, észt autóversenyző
- augusztus 12. – Brynjólfur Willumsson, izlandi korosztályos válogatott labdarúgó
- augusztus 14. – Ryan Merkley, kanadai jégkorongozó
- augusztus 15. – Adam Boqvist, svéd jégkorongozó
- augusztus 17.
  - Mark McKenzie, skót labdarúgó
  - Álvaro Barreal, argentin korosztályos válogatott labdarúgó
- augusztus 18. – Matteo Di Giusto, svájci korosztályos válogatott labdarúgó
- augusztus 22. – Mateusz Skrzypczak, lengyel korosztályos válogatott labdarúgó
- augusztus 23.
  - Filip Cederqvist, svéd jégkorongozó
  - Justin Garces, amerikai labdarúgó

### Szeptember
- szeptember 4. – Bárány Donát, magyar labdarúgó
- szeptember 5. – Emil Frederiksen, dán korosztályos válogatott labdarúgó
- szeptember 7.
  - Jacob Melton, amerikai baseballjátékos
  - Ariarne Titmus olimpiai és világbajnok ausztrál úszónő
- szeptember 9.
  - Rabbi Matondo, walesi válogatott labdarúfó
  - Moisés Ramírez, U20-as dél-amerikai bajnok ecuadori labdarúgó
- szeptember 14. – Roman Celentano, amerikai labdarúgó
- szeptember 16.
  - Mario Mladenovszki, észak-macedón válogatott labdarúgó
  - Stephan Seiler, brazil születésű svájci korosztályos válogatott labdarúgó
  - Michael Ameyaw, lengyel labdarúgó
- szeptember 19. – Hayden Dunhurst, amerikai baseballjátékos
- szeptember 20. – D’Mani Mellor, angol labdarúgó
- szeptember 21. – Leon Huttl, német válogatott jégkorongozó
- szeptember 22. – Darlin Yongwa, kameruni válogatott labdarúgó
- szeptember 23. – Sam Folarin, angol labdarúgó
- szeptember 24.
  - Carlos Terán, kolumbiai korosztályos válogatott labdarúgó
  - Lassi Thomson, finn jégkorongozó
- szeptember 26. – Muhammed Cham, osztrák válogatott labdarúgó
- szeptember 27.
  - Jud Fabian, amerikai baseballjátékos
  - Drew Gilbert, amerikai baseballjátékos
  - Schön Szabolcs, magyar válogatott labdarúgó
- szeptember 28. – Riley Greene, amerikai baseballjátékos
- szeptember 29.
  - Kevin Höög Jansson, svéd labdarúgó
  - Samuel Brolin, svéd korosztályos válogatott labdarúgó
- szeptember 30. – Tariq Lamptey, ghánai válogatott labdarúgó

### Október
- október 1. – Drew Thorpe, amerikai baseballjátékos
- október 3. – C.J. Abrams, amerikai baseballjátékos
- október 4. – Jace Jung, amerikai baseballjátékos
- október 5. – Anttoni Honka, U18-as és U20-as világbajnok finn jégkorongozó
- október 7. – Salvatore Esposito, olasz labdarúgó
- október 8.
  - Kiril Kirilenka, fehérorosz labdarúgó
  - Simon Lundmark, svéd jégkorongozó
- október 10.
  - Darja Bilogyid, világ- és Európa-bajnok ukrán cselgáncsozó
  - Ali Ahmed, kanadai labdarúgó
- október 12.
  - Adam Edström, svéd jégkorongozó
  - Kilian Fischer, német labdarúgó
- október 14. – Matias Maccelli, finn jégkorongozó
- október 16. – Nikola Pašić, svéd jégkorongozó
- október 18.
  - Mezei Szabolcs, magyar labdarúgó
  - Esme Morgan, angol női labdarúgó
  - Ramon Terrats, spanyol labdarúgó
- október 19.
  - Magyari Alda, magyar válogatott vízilabdakapus
  - Marco Burch, svájci korosztályos válogatott labdarúgó
- október 20. – Carson Whisenhunt, amerikai baseballjátékos
- október 22. – Brenden Aaronson, amerikai válogatott labdarúgó
- október 25.
  - Szoboszlai Dominik, magyar válogatott labdarúgó
  - Dan Ndoye, svájci válogatott labdarúgó
- október 26.
  - Majnovics Martin, magyar labdarúgó
  - Parker Messick, amerikai baseballjátékos
  - Daniel Håkans, finn válogatott labdarúgó
- október 27. – Assad Al Hamlawi, svéd-palesztin labdarúgó
- október 28. – Omar Sowe, gambiai születésű amerikai labdarúgó
- október 31. – Manuel Martos ifjúsági olimpiai bronzérmes spanyol úszó

### November
- november 1.
  - Niels Nkounkou, francia labdarúgó, olimpikon
  - Gonzalo Plata, ecuadori válogatott labdarúgó
- november 2.
  - Alphonso Davies, ghánai származású kanadai válogatott labdarúgó
  - Sergiño Dest, holland származású amerikai válogatott labdarúgó
- november 4. Jared Verse, amerikai amerikaifutball-játékos
- november 6.
  - Melvin Bard, francia labdarúgó, olimpikon
  - Joseph Rosales, hondurasi válogatott labdarúgó
- november 7. – Ánasz Zarúrí, marokkói válogatott labdarúgó
- november 9. – Fabiano Parisi, olasz labdarúgó
- november 10.
  - Moussa Diarra, francia labdarúgó
  - Rodrigo Guth, brazil labdarúgó
  - Logan Tanner, amerikai baseballjátékos
- november 11.
  - Warren Kamanzi, norvég korosztályos válogatott labdarúgó
  - Adam Sørensen, dán korosztályos válogatott labdarúgó
- november 12.
  - Shane Pinto, amerikai jégkorongozó
  - Saïd Hamulic, holland labdarúgó
- november 14.
  - Kim Nousiainen, finn jégkorongozó
  - Philip Slørdahl, norvég korosztályos válogatott labdarúgó
  - Andrés Perea, amerikai válogatott labdarúgó
- november 18. – Georgij Csitaisvili, grúz válogatott labdarúgó
- november 21. – Junior Dina Ebimbe, francia labdarúgó
- november 23. – Toluwalase Emmanuel Arokodare, nigériai labdarúgó
- november 24.
  - Kiss Tamás, magyar labdarúgó
  - Tyler Locklear, amerikai baseballjátékos
- november 27. – Samuel Costa, portugál korosztályos válogatott labdarúgó
- november 28. – Julien Ponceau, francia labdarúgó
- november 29.
  - Yann Aurel Bisseck, német labdarúgó
  - Nolan Foote, kanadai jégkorongozó

### December
- december 1. – Sophia Flörsch, német női autóversenyző
- december 2. – Jake Bennett, amerikai baseballjátékos
- december 4.
  - Zeki Amdouni, svájci válogatott labdarúgó
  - Reggie Crawford, amerikai baseballjátékos
- december 6. – Kasper Høgh, dán korosztályos válogatott labdarúgó
- december 13. – Maxime De Bie, belga labdarúgó
- december 15. – Hunter Barco, amerikai baseballjátékos
- december 16. – Rumarn Burrell, angol labdarúgó
- december 18. – Travon Walker, amerikai amerikaifutball-játékos
- december 19. – Eric Brown, amerikai baseballjátékos
- december 20. – Nils Höglander, svéd jégkorongozó
- december 22.
  - Kreshnik Krasniqi, norvég-koszovói labdarúgó
  - Maciej Żurawski, lengyel korosztályos válogatott labdarúgó
- december 23. – Victor Boniface, nigériai labdarúgó
- december 24. – Jesús Ferreira, kolumbiai születésű amerikai válogatott labdarúgó
- december 27. – Samuel Johannesson, svéd jégkorongozó

## Halálozások
| Születés       | Név                        | Nemzetiség, sportág, eredmények                                                                      | Halálozás |
| -------------- | -------------------------- | --- | --------- |
| ?              | Helmut Berthold            | olimpiai bajnok német kézilabdázó, edző                                                              | 1911      |
| január 3.      | Viktor Mihajlovics Kolotov | / ukrán labdarúgóedző, olimpiai bronzérmes és Európa-bajnoki ezüstérmes szovjet válogatott labdarúgó | 1949      |
| január 9.      | Henry Eriksson             | olimpiai bajnok és Európa-bajnoki ezüstérmes svéd középtávfutó                                       | 1920      |
| február 9.     | Kutas István               | magyar sportvezető, újságíró                                                                         | 1920      |
| február 18.    | Házi Tibor                 | világbajnok magyar asztaliteniszező                                                                  | 1912      |
| február 23.    | Stanley Matthews           | Aranylabdás angol válogatott labdarúgó                                                               | 1915      |
| március 6.     | Visy István                | magyar katona, olimpikon, lovasedző és lovaglótanár                                                  | 1906      |
| március 19.    | Egon Jönsson               | olimpiai bajnok svéd válogatott labdarúgó                                                            | 1921      |
| március 24.    | Albert Duncanson           | olimpiai bajnok kanadai jégkorongozó                                                                 | 1911      |
| május 10.      | Csordás György             | Európa-bajnok magyar úszó                                                                            | 1928      |
| május 20.      | Charles Antenen            | svájci válogatott labdarúgócsatár, edző                                                              | 1929      |
| május 27.      | Maurice Richard            | Stanley-kupa-győztes kanadai jégkorongozó, Hockey Hall of Fame-tag                                   | 1921      |
| május 29.      | Bakó Jenő                  | magyar úszó, edző, sportvezető, szakíró                                                              | 1921      |
| június 15.     | Kalle Svensson             | olimpiai bajnok svéd válogatott labdarúgó                                                            | 1925      |
| június 29.     | Tamás László               | magyar bajnok és magyar kupa-győztes magyar labdarúgó, hátvéd                                        | 1934      |
| július 5.      | Dorino Serafini            | olasz autó- és motorversenyző, Formula–1-es pilóta                                                   | 1909      |
| július 20.     | Rajki Béla                 | magyar úszó, vízilabdázó, mesteredző, sportvezető, olimpiai és Európa-bajnok vízilabdaedző           | 1909      |
| július 24.     | Peter Dubovský             | / csehszlovák és szlovák válogatott labdarúgó                                                        | 1972      |
| augusztus 31.  | Jisha'ajahu Schwager       | izraeli válogatott labdarúgó                                                                         | 1946      |
| szeptember 21. | Ognjen Petrović            | / jugoszláv válogatott szerb labdarúgókapus                                                          | 1948      |
| szeptember 23. | Václav Migas               | csehszlovák válogatott cseh labdarúgó                                                                | 1944      |
| szeptember 25. | Edy Schmid                 | olimpiai bronzérmes svájci kézilabdázó                                                               | 1911      |
| november 2.    | Szimeon Szimeonov          | bolgár válogatott labdarúgókapus                                                                     | 1946      |
| november 22.   | Emil Zátopek               | olimpiai és Európa-bajnok cseh hosszútávfutó                                                         | 1922      |
| december 3.    | Szabó Miklós               | Európa-bajnok magyar atléta, hosszútávfutó                                                           | 1908      |
| december 25.   | Joe Gilliam                | Super Bowl-győztes amerikai amerikaifutball-játékos                                                  | 1950      |
| december 31.   | Bekzat Szattarhanov        | olimpiai bajnok kazah ökölvívó                                                                       | 1980      |